# Предпазен вентил
Предпазните вентили (предпазните клапани) предотвратяват разрушаването от превишено налягане на даден апарат или машина, като изпускат флуида (газ или течност), намиращ се в апарата. Причините за повишено налягане може да са разнообразни, като температурно разширение на течност или газ, изпарение на течност, пожар и др. 
При превишаване на предварително настроеното налягане Pset вентилът се отваря и отвежда флуида, по този начин се предотвратява повишаване на налягането и разрушаването на апарата. Налягането се настройва по следните начини:
- с пружина (пружинни вентили)
- с тежест
- с друг флуид (управляеми вентили)

След понижаване на налягането вентълът се затваря под действие на пружината/тежестта. Предпазните вентили се оразмеряват за даден масов поток, при грешно оразмерен вентил е възможно налягането да надвиши допустимите стойности. В различните стандарти са дефинирани формули за изчисляване на вентилите, критерии за пад на налягане във входния (напр. 3%) и изходния (напр. 15%) тръбопровод, методи за тестване и др. Според директива 2014/68/ЕС устройствата за ограничаване на налягането не трябва да допускат временно превишаване на налягането над 10 % от максималното допустимо налягане PS за съда, предпазните вентили достигат оразмерителния си капацитет при макс. 1,1*Pset. 
Със същата цел се използват и т. нар. разрушаващи се дискове. Те имат мембрана от метално фолио, която се разрушава при желаното налягане. За разлика от предпазните вентили, те се използват еднократно, след отваряне трябва да бъдат сменени. 

## Стандарти
БДС EN ISO 4126-1÷11: Предпазни устройства за защита срещу превишено налягане.:
- БДС EN ISO 4126-1: Част 1: Предпазни вентили
- БДС EN ISO 4126-2: Част 2: Предпазни устройства с разрушаващ се диск
- БДС EN ISO 4126-3: Част 3: Предпазен вентил, комбиниран със защитно устройство с разрушаема мембрана
- БДС EN ISO 4126-4: Част 4: Управляеми предпазни вентили
- БДС EN ISO 4126-7: Част 7: Общи данни
- БДС EN ISO 4126-10: Част 10: Оразмеряване на предпазни клапани и разрушаващи се дискове за двуфазен поток газ/течност

БДС EN 13136: Хладилни системи и термопомпи. Предпазни устройства и свързаните с тях тръбопроводи. Методи за изчисляване
API 520: Sizing, Selection, and Installation of Pressure-Relieving Devices in Refineries
API 526: Flanged Steel Pressure-relief Valves

## Предпазни вентили
- Напречен разрез
- Предпазен вентил (за кислород)
- Предпазен вентил с малък диаметър
- Предпазен вентил
- Предпазен вентил

## Разрушаващи се дискове
- Устройство с разрушаваща се мембрана
- Напречен разрез